# The Blind Boys of Alabama
I The Blind Boys of Alabama sono un gruppo musicale statunitense di musica gospel originario dell'Alabama attivo dagli anni quaranta.

## Formazione
- Jimmy Carter – voce
- Ben Moore – voce
- Eric "Ricky" McKinnie – batteria, percussioni, voce
- Joey Williams – chitarra, voce
- Tracy Pierce – basso
- Peter Levin – organo
- Clarence Fountain

Membri fondatori
- Jimmy Carter
- Clarence Fountain (deceduto)
- Johnny Fields (deceduto)
- George Scott (deceduto)
- Olice Thomas (deceduto)
- Vel Bozman Traylor (deceduto)

Ex membri
- Clarence Fountain - voce (deceduto nel 2018)
- Bishop Billy Bowers – voce (deceduto nel 2013)
- Caleb Butler – chitarra
- Samuel Butler Jr – chitarra, manager, autore
- Roscoe Robinson - voce
- Lamont Blount – manager (deceduto)

## Discografia
- 1948 I Can See Everybody's Mother But Mine – Coleman Records
- 1950 Sweet Honey in the Rocks – Palda Records
- 1950 Livin' On Mother's Prayers – Palda Records
- 1950 Come Over Here The Table Spread – Palda Records
- 1953 The Sermon
- 1953 When I Lost My Mother – Specialty Records
- 1954 Marching Up To Zion – Specialty Records
- 1954 Oh Lord, Stand By Me – Specialty Records
- 1958 My Mother's Train – Vee Jay Records
- 1959 God is On the Throne – Savoy Records
- 1959 The Original Blind Boys – Savoy Records
- 1963 (1957) You'll Never Walk Alone – HOB Records
- 1963 Old Time Religion – HOB Records
- 1963 True Convictions – HOB Records
- 1965 Can I Get a Witness? – HOB Records
- 1967 Church Concert in New Orleans (Live) – HOB Records
- 1969 Fix it Jesus Like You Said You Would – Keen Records
- 1969 Jesus Will Be Waiting
- 1970 In the Gospel Light
- 1970 The Five Blind Boys From Alabama
- 1970 The Soul of Clarence Fountain
- 1973 Best of Five Blind Boys of Alabama
- 1974 Precious Memories
- 1978 The Soldier Album – PIR Records
- 1981 Faith Moves Mountains – Messiah Records
- 1987 In the Hands of the Lord
- 1989 I'm a Changed Man – Wajji Records
- 1989 The Five Blind Boys of Alabama
- 1990 Brand New – Wajji Records
- 1990 I'm Not That Way Anymore – Atlanta International Records
- 1991 I am a Soldier
- 1991 Oh Lord, Stand By Me / Marching Up to Zion
- 1991 The Best of the Five Blind Boys
- 1992 Deep River – Elektra/Nonesuch Records
- 1993 Bridge Over Troubled Waters
- 1994 Alive in Person
- 1994 Blessed Assurance
- 1994 Don't Forget To Pray
- 1994 In the Gospel Light
- 1994 Soul Gospel
- 1994 Swing Low, Sweet Chariot
- 1995 1948-51
- 1995 I Brought Him With Me – House of Blues Music Company
- 1996 All Things Are Possible
- 1996 Golden Mements in Gospel
- 1997 Holdin' On – House of Blues Music Company
- 1998 Have Faith: The Very Best of the Five Blind Boys of Alabama
- 1999 Best of Clarence Fountain and the Five Blind Boys of Alabama
- 1999 Hallelujah: A Collection of Their Finest
- 2000 My Lord What a Morning
- 2001 Spirit of the Century – Real World Records
- 2001 You'll Never Walk Alone / True Convictions (reissue)
- 2002 Higher Ground - Real World Records
- 2003 Amazing Grace
- 2003 Go Tell It on the Mountain – Real World Records
- 2004 There Will Be a Light (con Ben Harper) – Virgin Records
- 2005 Live at the Apollo (con Ben Harper)
- 2005 Atom Bomb – Real World Records
- 2006 Just a Closer Walk with Thee, raccolta
- 2008 Down in New Orleans – TimeLife – Grammy winner
- 2009 Enlightnement – The Great American Music Co. (2 CDs)
- 2009 Duets (raccolta di collaborazioni) Saguaro Road Records
- 2010 Faith Moves Mountains (reissue)
- 2011 Take the High Road – Saguaro Road Records
- 2013 I'll Find a Way – Sony Masterworks
- 2017 " Almost Home"

### Partecipazioni
- 2002 – Lifted: Songs of the Spirit – "Freedom Road"
- 2002 – WYEP Live and Direct: Volume 4 - On Air Performances – "Amazing Grace"
- 2002 – Solomon Burke : Don't Give Up On Me – "None of Us Are Free"
- 2003 – Brother Bear: An Original Walt Disney Records Soundtrack – "Welcome" with Phil Collins and Oren Waters
- 2007 – Song of America – "Let Us Break Bread Together"

## Collaborazioni
Il gruppo ha collaborato con numerosi ed importanti artisti tra cui Solomon Burke, Tom Waits, Michael Franti, Chrissie Hynde, Richard Thompson, Aaron Neville, Mavis Staples, Shelby Lynne, Meshell Ndegeocello, Danny Thompson, Duke Robillard, Michael Jerome, George Clinton, Robert Randolph, Les McCann, David Hidalgo, Charlie Musselwhite, Gift of Gab dei Blackalicious, Willie Nelson, Hank Williams Jr., Vince Gill, Leann Womack, Oak Ridge Boys, Jamey Johnson, Ben Harper, Susan Tedeschi, Toots Hibbert, Randy Travis, Timothy B. Schmit, Bonnie Raitt, Jars of Clay, Dan Zanes, Lou Reed, Marva Wright, Asleep At The Wheel, John Hammond, Allen Toussaint, Preservation Hall Jazz Band, Hot 8 Brass Band, Bennie Pete della Hot 8 Brass Band, Carl LeBlanc della Preservation Hall Jazz Band, Billy Preston, Tom Petty, Peter Gabriel, Prince, The Time Jumpers, K.D. Lang, Dr. John, Henry Butler, Joan Osborne, Third Day, Yo La Tengo, Yim Yames dei My Morning Jacket, Yonder Mountain String Band, Ray Benson.

## Grammy Awards
- 2002 per Spirit of the Century
- 2003 per Higher Ground
- 2004 per Go Tell it On the Mountain
- 2005 per There Will Be a Light
- 2009 per Down in New Orleans
- 2009 Grammy Award alla carriera